# رابین جانسون
رابین جانسون (انگلیسی: Robin Johnstone; ۶ اوت ۱۹۰۱ – ۲۰ فوریهٔ ۱۹۷۶) از برندگان مدال‌های المپیک تابستانی اهل بریتانیا بود.